# Guillaume Caoursin
Guillaume Caoursin, né à Douai en 1430. Il meurt à Rhodes, en 1501, toujours pourvu de sa charge de vice-chancelier de l’ordre de Saint-Jean de Jérusalem,.

## Nom et dérivés

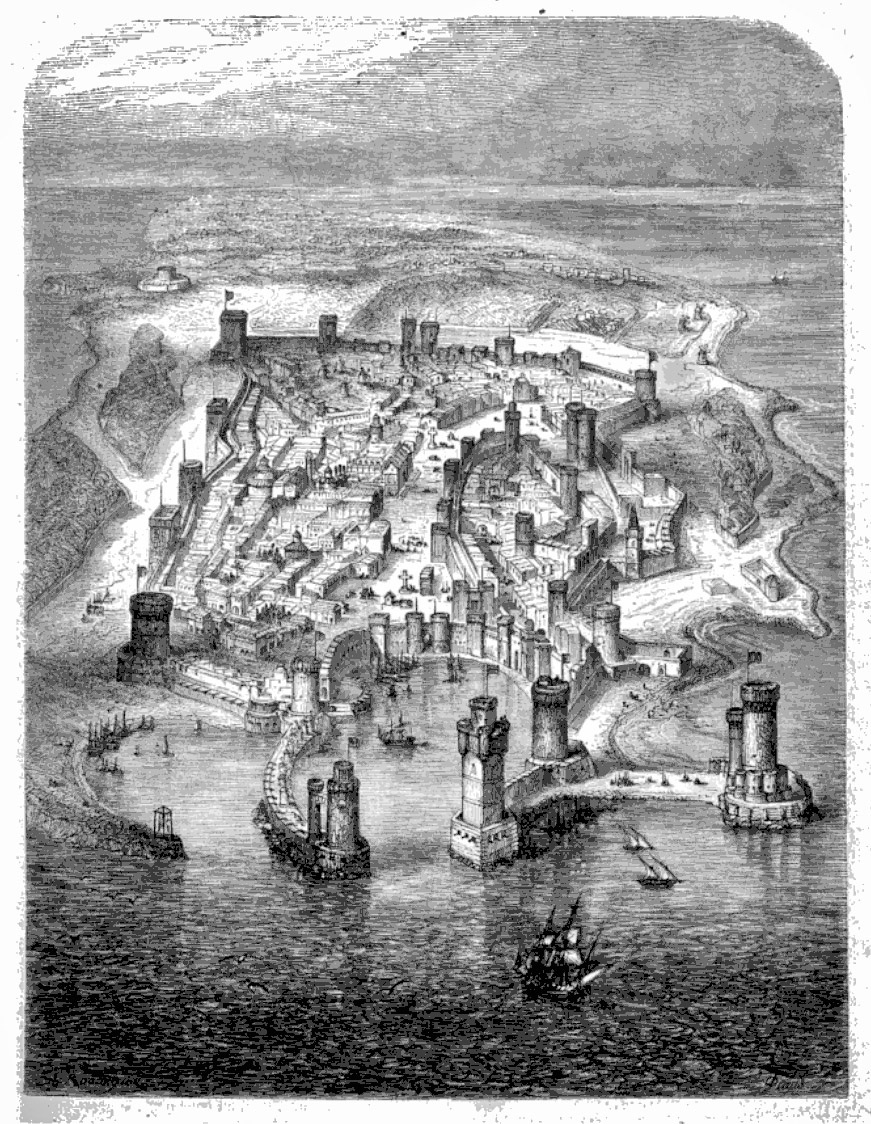
Siege de rhodes d'après Guillaume Caoursin 1480

Canoersin. Caornsin. Coœfinus .Coaverfinus .Courinus. Guillelmi Caoursin

## Biographie
Pendant 40 ans, Guillaume Caoursin est au service de  ordre de Saint-Jean de Jérusalem, tant en qualité de vice-chancelier que dans l'exercice d'autres fonctions importantes : cependant il ne portera jamais l'habit de l'Ordre, et n'y fit point profession. En 1462, il assiste comme vice-chancelier au premier chapitre général, convoqué à Rhodes. En 1466, il  accompagne à Rome le grand maître, pour la tenue d'un chapitre général. Cette assemblée a lieu en présence du pape Paul II, et à la clôture, il est ordonné que ceux qui n'avaient pas l'habit de l'Ordre se sépare ; mais Caoursin, en considération de sa personne, est excepté de cette mesure. Le grand maître Piero Raimondo Zacosta décède à Rome et Caoursin repart à Rhodes avec le nouveau grand maître Giovanni Battista Orsini puis il est au service de son successeur Pierre d'Aubusson.
En 1470, il est envoyé en ambassade auprès du pape pour lui demander du secours contre les Turcs qui menaçaient l’île. Il remplit ensuite successivement diverses missions, et se distingue pendant le siège que les Ottomans mettent devant Rhodes en 1479. Peu de temps après ce siège, il se marie, et le grand maître, voulant reconnaître les services qu'il avait rendus à l'Ordre, et principalement dans la nouvelle compilation des statuts lui fait présent de mille florins d'or. Son zèle pour la prospérité de l'Ordre ne se démentira jamais.
En 1484, il est ambassadeur auprès du pape Innocent VIII. Celui-ci charmé par son éloquence et son habileté, le crée comte palatin et le nomme secrétaire apostolique.

## Ouvrages écrits

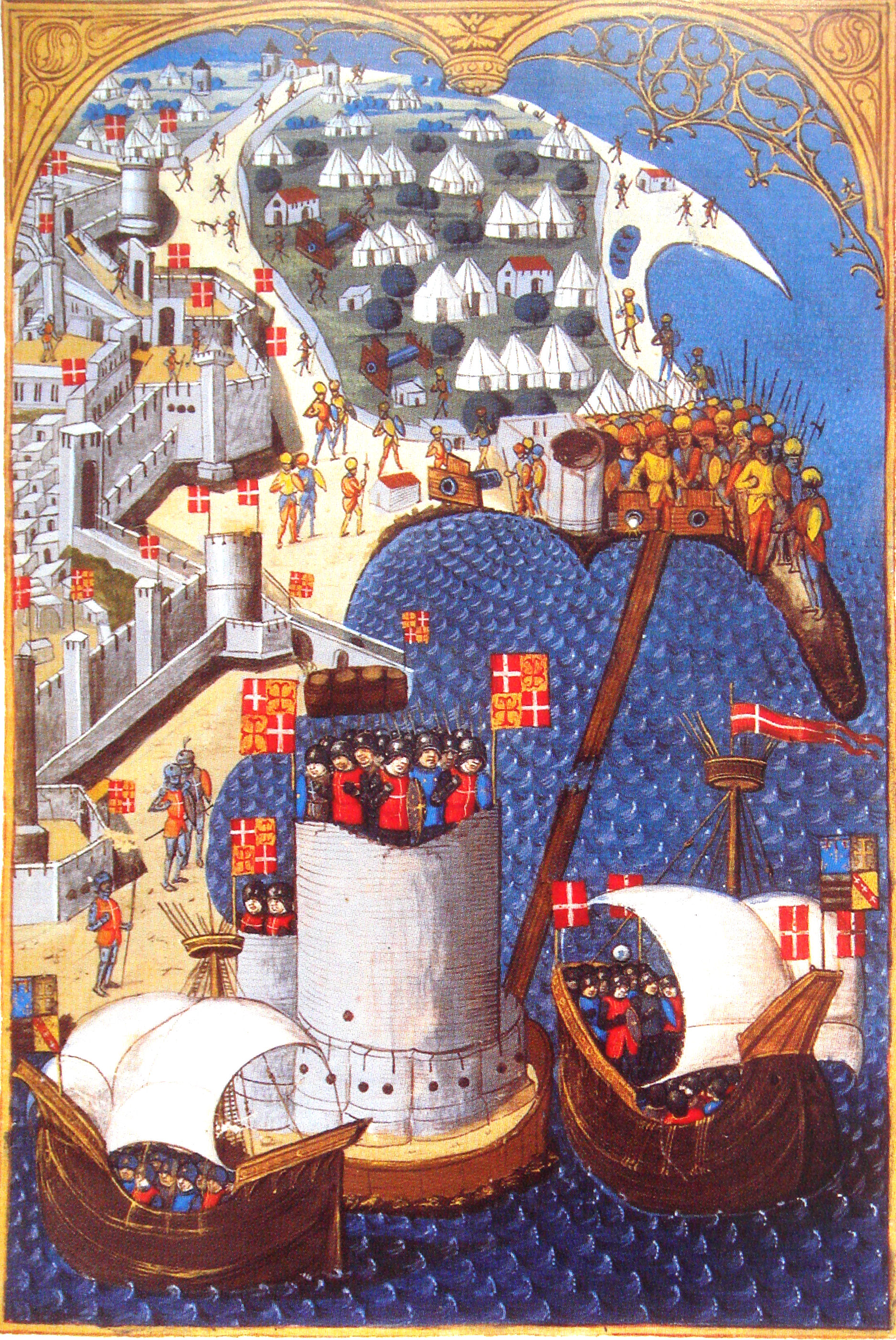
Gestorum Rhodiae obsidionis commentarii, 1483-1484, Miniature du maître du Cardinal de Bourbon, BNF Lat.6067.

Une dizaine d'œuvres de Caoursin ont été imprimées à Ulm en 1496 avec une quantité d'estampes en bois dont voici les premières
- Obsidionis Rhodiæ urbis descriptio
- De terræ motûs labore, quo Rhodii affecti sunt concernant le tremblement de terre de Rhodes en 1480
- Oratio in senatu Rhodiorum, de morte Turci, habita pridie Kalendas junias M.CCC.LXXXI. Mahomet II était mort à 52 ans en mai de la même année.
- Gestorum Rhodiae obsidionis commentarii, deux manuscrits enluminés conservés à la Bibliothèque nationale de France (Lat.6066 et Lat.6067) dont l'un possède 51 miniatures attribuées au maître du Cardinal de Bourbon.

Un texte de Caoursin demande la libération de Zizim
Ces œuvres ont été traduites en 1513 en allemand par Jean Adolphus  selon Volfius

## À Douai
Le 5 juillet 1816, il a été découvert dans la chapelle de la maison Notre-Dame de Douai, à Douai, qui, depuis la destruction de la milice du Temple, a appartenu à l'ordre de Saint-Jean de Jérusalem, une pierre tumulaire de deux mètres de longueur, et d'un mètre de largeur sur laquelle est incisée l'image d'un commandeur hospitalier avec cette inscription Ci git religieuse personne frère Guillaume Caoursin en son temps commandeur de Monddier et de Dourges, gard et gouverneur de la command de Hautavaines, qui trépassa l’an mil CCC LV, le XXIV à aoust.
Le personnage, auquel cette épitaphe est consacrée était l'oncle du Guillaume Caoursin sujet de cet article ou, suivant une hypothèse d'Anthony Luttrell, il pourrait être son véritable père. La pierre retrouvée au Temple est, depuis 1810, déposée dans les jardins de la loge des francs-maçons de Douai.